# Estelle Lefébure
Estelle Lefébure es una actriz y modelo francesa.

## Biografía
El 15 de septiembre de 1989 se casó con el cantante francés David Hallyday, la pareja tuvo dos hijas Ilona Hallyday el 17 de mayo de 1995 y Emma Hallyday el 13 de septiembre de 1997, más tarde se divorciaron en el 2000.
El 12 de febrero de 2004 se casó con el presentador de radio marroquí Jacques Essebag, más conocido como Arthur, pero la pareja se divorció en abril del 2008.
Estelle sale con Pascal Ramette un restaurador, la pareja le dio la bienvenida a su primer hijo juntos Giuliano Ramette el 29 de noviembre de 2010.

## Carrera
Estelle ha aparecido en comerciales para "Mixa".
En el 2013 apareció como invitada en dos episodio de la serie Crossing Lines donde interpretó a Caroline Pelletier, una mujer que decide orquestar el secuestro de su hijo Maxim para vengarse de su exesposo Lev Marianski (Karel Roden).

## Filmografía

### Series de Televisión
| Año  | Título                | Personaje          | Notas                                     |
| ---- | --------------------- | ------------------ | ----------------------------------------- |
| 2013 | Crossing Lines        | Caroline Pelletier | 2 episodios                               |
| 2013 | Nos chers voisins     | Tiffany            | episodio "Nos chers voisins fêtent l'été" |
| 2006 | Le juge est une femme | Eva Camus          | episodio "À coeur perdu"                  |

### Películas
| Año  | Título              | Personaje    | Notas                                                                               |
| ---- | ------------------- | ------------ | ----------------------------------------------------------------------------------- |
| 2009 | Otages              | Angèle Garry | junto a Yves Rénier, Didier Cauchy & François-Régis Marchasson                      |
| 2007 | Frontière(s)        | Gilberte     | junto a Samuel Le Bihan, Aurélien Wiik, David Saracino & Chems Dahmani              |
| 2007 | Chrysalis           | Clara        | junto a Albert Dupontel, Marthe Keller, Mélanie Thierry & Patrick Bauchau           |
| 2005 | Cavalcade           | Chloé        | junto a Marion Cotillard, Richard Bohringer, Bérénice Bejo & Laurent Bateau         |
| 2005 | Au petit matin      | Marie        | corto - junto a Yasmine Belmadi, Dominique Bettenfeld & Stéphane Jacquot            |
| 2001 | Absolument fabuleux | Modelo       | junto a Josiane Balasko, Nathalie Baye, Vincent Elbaz, Yves Rénier & Saïd Taghmaoui |
| 1994 | Grosse fatigue      | -            | junto a Carole Bouquet, Philippe Noiret, Josiane Balasko & Marie-Anne Chazel        |

### Presentadora&Apariciones
| Año  | Título                            | Notas        |
| ---- | --------------------------------- | ------------ |
| 2012 | Danse avec les stars              | 6 episodios  |
| 2009 | Le bal des actrices               | película     |
| 2003 | Eurobest                          | presentadora |
| 1995 | Les femmes et les enfants d'abord | presentadora |